# Dicrostonyx kilangmiutak
Dicrostonyx kilangmiutak é uma espécie de roedor da família Cricetidae.
Apenas pode ser encontrada no Canadá.